# Kölner Haie
Les Kölner Haie (Requins de Cologne) sont un club professionnel allemand de hockey sur glace basé à Cologne en Rhénanie-du-Nord-Westphalie. Le club joue ses matchs dans la patinoire Lanxess Arena.

## Histoire

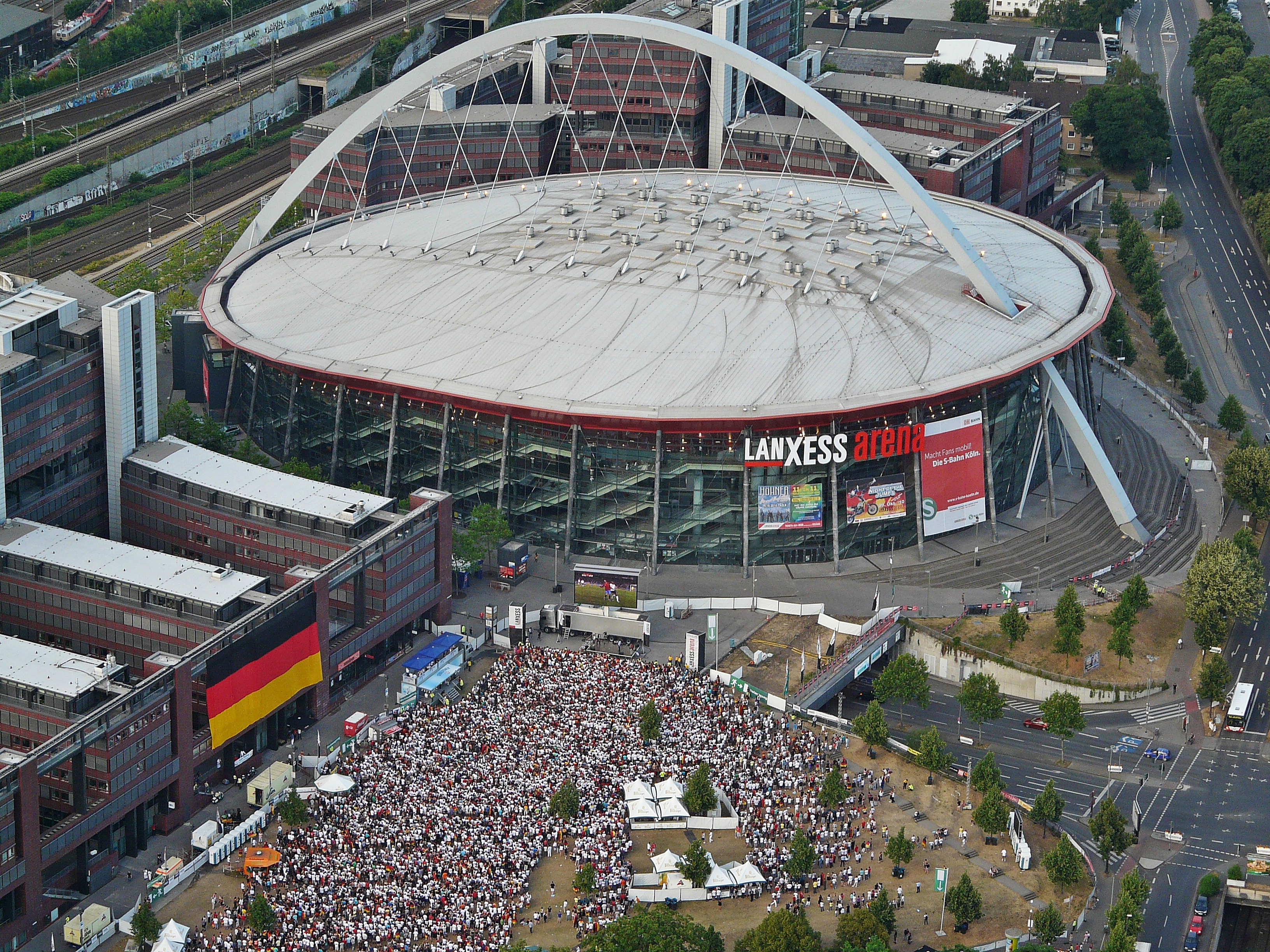
Lanxess Arena.

L'équipe a été fondée en 1972 sous le nom de Kölner Eishockeyclub „Die Haie“ e. V. quand la section hockey sur glace du Kölner EK, créée en 1936, s'est séparée du club principal. Le nouveau club devait au départ s'appeler simplement Kölner EC, mais le Kölner EK refusa en raison de la ressemblance entre les deux noms. Le surnom « Die Haie » (les requins) fut alors ajouté.
La nouvelle équipe prend place en Oberliga (deuxième division), championnat dans lequel le KEK était engagé. Dès la première saison 1972/73 en Oberliga, Cologne gagne la promotion en Bundesliga (première division). La première saison dans l'élite est difficile et le maintien acquis de justesse, puis les problèmes financiers apparaissent. Cependant, malgré ces difficultés, Cologne est très actif sur le marché des transferts, recrutant notamment l'entraîneur Gerhard Kießling et son fils Udo, ou encore Erich Kühnhackl, acheté à Landshut pour la somme de 600.000 DM, record de l'époque. Le KEC s'installe alors parmi les équipes de tête et remporte en mars 1977 son premier titre de champion d'Allemagne devant les rivaux rhénans Düsseldorf et Krefeld, puis un deuxième titre en 1979.
Dans les années 1980, Cologne remporte quatre titres, dont trois consécutifs de 1986 à 1988 sous la conduite de l'entraîneur Hardy Nilsson et de joueurs comme Dieter Hegen, Gerd Truntschka ou Helmut de Raaf. L'équipe termine également deuxième de la coupe d'Europe en 1985 derrière le CSKA Moscou, puis troisième en 1989.
Après la création en 1994 de la Deutsche Eishockey Liga (DEL), le nouveau championnat de première division, dont Cologne est l'un des membres fondateurs, les Haie remportent en 1995 un nouveau titre, le premier de l'histoire de la DEL, en battant Landshut en finale. En décembre 1995, l'équipe atteint la finale de la coupe d'Europe, perdue à domicile contre le Jokerit Helsinki aux tirs-au-but.
En 1998, le club quitte la patinoire de la Lentstraße pour emménager dans la nouvelle Kölnarena, l'une des salles les plus modernes d'Europe. Le titre de champion d'Allemagne de 2002 est pour l'heure le seul remporté par Cologne dans sa nouvelle salle.

### Parcours européen
Cologne est vice-champion d'Europe en 1985 et également finaliste de la Coupe d'Europe des clubs champions en 1996 (défaite 3-4 (TF)) face au Jokerit Helsinki.

### Palmarès
- Championnat d'Allemagne (8) :
  - 1977, 1979, 1984, 1986, 1987, 1988, 1995, 2002

- Coupe d'Allemagne (1) :
  - 2004

- Coupe Spengler (1) :
  - 1999

- Coupe des Tatras (1) :
  - 2011

### Rivalité
L'équipe est rivale du Düsseldorfer EG (Düsseldorf). Les deux clubs se sont partagé dix des treize titres décernés de 1984 à 1996, se rencontrant quatre fois en finale, notamment en 1993 avec la victoire de Cologne après prolongation lors du cinquième et dernier match de la série.

## Joueurs

### Records de joueurs

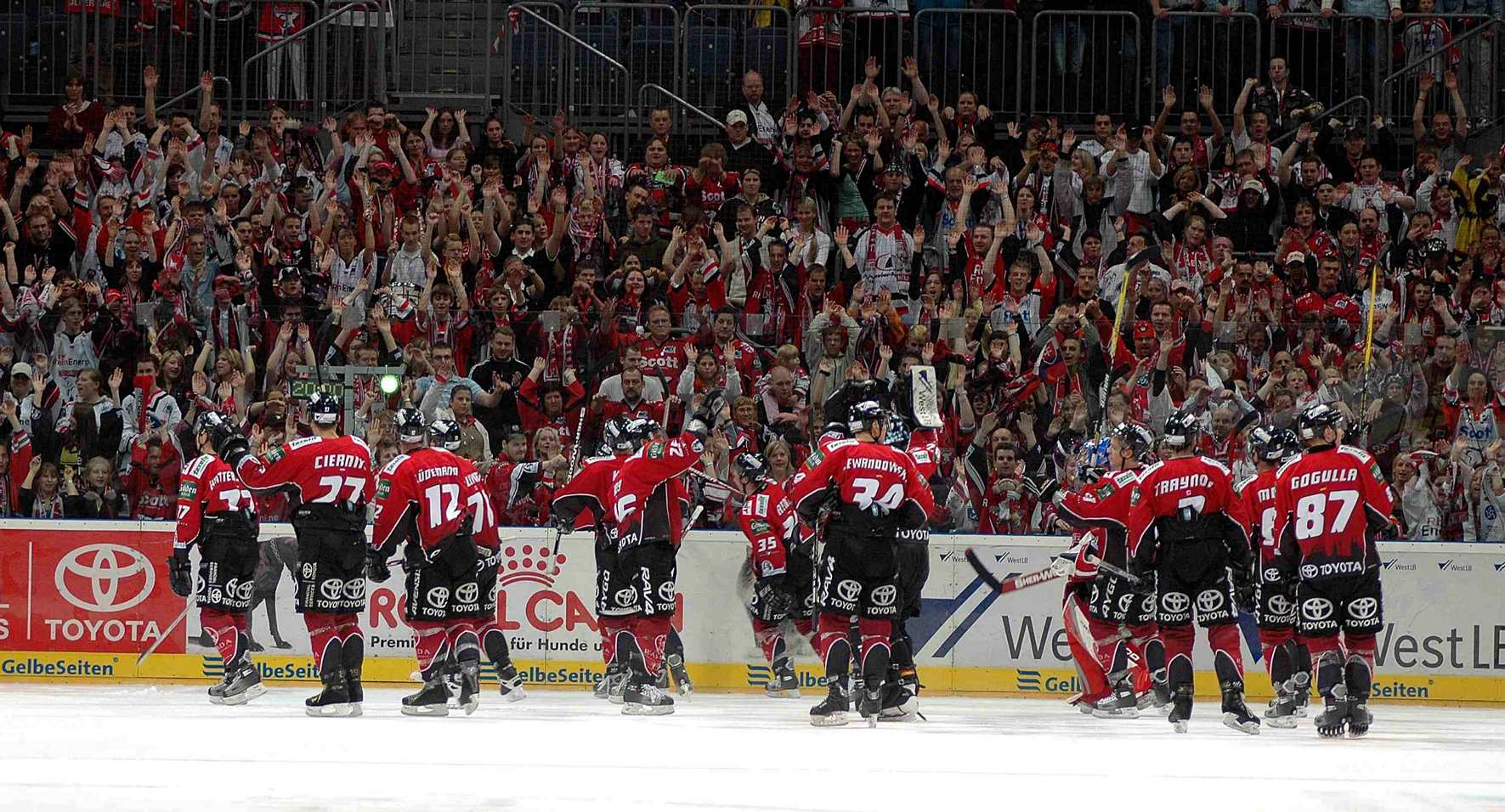
Les joueurs des Kölner Haie

Mirko Lüdemann a réalisé 692 matchs sous le maillot de Cologne, il est suivi de près par Josef Heiß (690) puis par Miroslav Sikora (644). Ce dernier est tout de même le joueur de Cologne à avoir inscrit le plus de buts de l'histoire du club avec 442 réalisations. Il est également le meilleur pointeur de l'équipe avec 838 points. Il devance de peu Gerd Truntschka qui totalise 825 points. Au niveau des pénalités, avec 811 minutes, Andreas Lupzig est le joueur de l'équipe le plus puni dans sa carrière.

### Numéros retirés
- 1 - Josef Heiß
- 6 - Jörg Mayr
- 8 - Rainer et Ralph Philipp
- 11 - Miroslav Sikora
- 12 - Mirko Lüdemann (porté actuellement)
- 80 - Robert Müller